# パッサウ
パッサウ（Passau）は、ドイツ南東部、バイエルン州の都市である。ミュンヘンから電車で2時間強、オーストリア、チェコとの国境に接する。
ドナウ川（Donau）、イン川（Inn）、イルツ川（Ilz）の3つの河川がこの地で合流することから、「ドライフリュッセシュタット（Dreiflüssestadt：3河川の街）」の異名を取る。

## 概要
総面積は69.72km2、人口は約50,000人。
教会オルガンとしては世界最大のパイプオルガンを有する聖シュテファン大聖堂（Stephansdom）の所在地として知られる。
また、アウクスブルクの和議へと至る流れを決定付けた、「パッサウ条約」の舞台でもある。
17世紀後半に、2度にわたる大火災に見舞われ街は灰燼に帰したが、領主司教の働きかけによりバロック様式の街並みが形成された。
1984年4月8日、秋田市と姉妹都市提携を行った。

## 年表
- 739年：司教座設置
- 740年頃：ニーデルンブルク修道院（Kloster Niedernburg）竣工
- 1050年：聖ポール教会（Stadtpfarrkirche St.Paul）建設
- 1161年：ローマ皇帝フリードリヒ1世、ニーデルンベルク修道院を司教に寄贈
- 1217年：ローマ皇帝フリードリヒ2世の命により、パッサウ領主司教国となる
- 1219年：オーバーハウス要塞（Veste Oberhaus）建設
- 1552年：パッサウ条約締結
- 1662年：火災発生
- 1668年：聖シュテファン大聖堂建設
- 1676年：ローマ皇帝レオポルト1世、結婚式を開催
- 1680年：火災発生。
- 1683年：第二次ウィーン包囲に際しレオポルト1世が避難、諸侯にウィーン救援を呼びかける。
- 1690年：司教の楽長にゲオルク・ムッファト就任。1704年まで。
- 1705年：ムッファトの後任楽長にベネディクト・アントン・アウフシュナイター就任。
- 1803年：バイエルン選帝侯領に編入
- 1928年：カハレット・ドナウ水力発電所操業開始
- 1952年：「ヨーロッパ週間」芸術祭開催
- 1978年：パッサウ大学創立
- 1982年：ローマ美術館開館
- 1985年：パッサウ・ガラス博物館（Passauer Glasmuseum）開館
- 1989年：パッサウ市民祭開催
- 1990年：現代芸術美術館開館

## 歴史
パッサウは、プトレマイオスの『地理学』（130年頃）に、イン川とドナウ川の間のケルト人集落名“Boiodurum“として現れている。これは、「ボヘミアに居住していた人々の町」を意味し、1世紀から3世紀までイン川の南側の岸辺にあったローマ軍増援部隊の要塞を表すようになる。2世紀半ばには両河川の間の丘の上に別の要塞が築かれ、この要塞は、駐屯したローマ軍支援部隊のバターヴァー族（ゲルマン民族の一部族で、今日のオランダ・ヘルダーラント州のベートゥヴェ“Betuwe“地方を故郷とする）の名に因んでバターヴィス（“Batavis“）と名付けられる。パッサウという地名はここから来ている。二つの要塞の間に人々が居住するが、5世紀にローマ軍が撤退すると集落も消滅する。
453年ノリクムのセヴェリヌス（Severinus de Noricum； -482）がイン川の向こうに修道院を創設する。7世紀にバイエルン大公荘館（bayerischer Herzogshof）が置かれるが、その後カロリング家国王荘館（karolingischer Königsshof）も置かれる。739年、「ドイツ人の使徒」と言われる ボニファティウスはバイエルン大公オデローの支持を得て「バイエルンで、ザルツブルク、パッサウ、フライジング、レーゲンスブルクの四司教座を設置して教会組織を確立した」。レーゲンスブルクは伝道地域がモラヴィアやハンガリーにまで拡大する司教座の地になる。中世のパッサウは司教、バイエルン公、王権という3権力の間の協力と対立の中にあった。
999年 神聖ローマ皇帝 オットー3世が司教クリスチアン（Christian）に市場開設権、造幣権、関税権等の市に関わる権利を与えた。
1161年 司教コンラート（Konrad; 1148-64）は、神聖ローマ皇帝 ハインリヒ2世の寄進により豊かになったニーデルンブルク修道院（Kloster Niedernburg）を獲得し、1193年には、修道院の守護権（Vogtei）が司教ヴォルフゲル（Wolfger; 1191-1204）の手に移っている。
13世紀以降、都市住民が徐々に共同体を発展させていき、1298年、1367年、1394年に、都市君主としの司教に反抗を繰り返し、1368年には市参事会の設置が認められたが、市民側の得た自治の権利は継続的なものとはならなかった。1300年頃の市の人口は約2500人、1500年頃は4000人であった。
中世末期には刃物鍛冶、革なめし工等数多くのツンフトが結成され手工業が栄え、商業では、穀物とワイン、とりわけ塩の取引が重要であった。塩はボヘミア、レーゲンスブルクにまで送られ、遅くとも15世紀にはパッサウの商人がレーゲンスブルクまでのドナウ川での塩取引を独占していた。社会福祉の面では、452年には既に救貧院が存在したとの記録が存在する。12世紀以降、巡礼者と病者のための施設が多数設立された。
1468年/1469年にウィーン、1783年にリンツ、1784年/1785年にザンクト・ペルテン（Sankt Pölten）の各司教区が分離独立したためにパッサウ司教区は縮小した。もっとも、これとともに同司教区は798年以来その管轄下にあったザルツブルク大司教区からの免属（Exemption）を果たした。1803年以降パッサウはバイエルンに帰属した。パッサウ司教区は1817年/1821年にミュンヘン・フライジング大司教区の管轄下に組み入れられた。
第2次世界大戦中、医師にして小説家・詩人の ハンス・カロッサは「ヨーロッパ著作家連盟」の会長を引き受けたが、「古都パッサウを、生命を賭して空襲から守（り）」、戦後「パッサウ市の名誉市民に推され（た）」。

## 出身人物
- クリスチャン・ラブ - 俳優

## ゆかりの人物・エピソード
- 司教ヴォルフゲル・フォン・エルラ（Wolfger von Erla ; 1140年頃-1218年、司教在位1191年-1204年）はドイツ中世英雄叙事詩の傑作『ニーベルンゲンの歌』の成立に関わり、また同時期に活躍した抒情詩詩人ヴァルター・フォン・デア・フォーゲルヴァイデの支援者でもあったと思われる。すなわち、『ニーベルンゲンの歌』後編21歌章（C 1322）では、フンの王エッツェルと結婚するためにヴォルムスからフン国に向かうクリームヒルトが旅の途中でパッサウの司教領主ピルグリム（Pilgrim）が迎えられるが、ピルグリムが作品成立頃のパッサウ司教ヴォルフガー・ヴォン・エルラを暗示していると考えられるからである[11]。ヴァルター・フォン・デア・フォーゲルヴァイデとの関わりでは、司教ヴォルフガー・ヴォン・エルラの支出簿に詩人の名前が挙げられ、cantor（歌人）の毛皮の外套のためにしかじかの金額が支払われたと記されている。これはヴァルターについての唯一の史料として名高い[12]。ヴァルターは、後にアキレイアの総大司教になった同司教を「気高くて非の打ちどころなき総大司教」（L. 34,36）と形容し、自身がその宮廷で歓待されたことを歌っている。
- 福者ギーゼラ（Gisela; 985年頃-1060年頃）は、バイエルン公の娘として生まれ、後にハンガリー国王となるイシュトヴァーンと結婚し、その地のキリスト教布教に尽くした。ヴェスプレーム(Veszprém) の教会を寄進したとされる。夫の死後、その甥が王位を継ぐと彼女はパッサウのニーデルンブルク修道院に落ち着き、修道院長となった。彼女はハンガリー人に敬愛され続け、14世紀にはハンガリーからギーゼラ詣でに人々が訪れた[13]。
- モーツァルト一家は1762年ザルツブルクからウィーンに向かう途中、9月20日にパッサウに到着し、司教領主の要望に応えて6歳のヴォルフガングが演奏をする。パッサウまでは馬車の旅であったが、ここからは船で招待者マリア・テレジアの待つウィーンへと向かう[14]。
- エリーザベトは1854年4月20日、オーストリア皇帝フランツ・ヨーゼフ1世と結婚式をあげるウィーンへの旅の途次、パッサウで歓呼の声に迎えられた[15]。